# Al-Abbadijja
Al-Abbadijja (ar. العبادية, fr. El Abadia) – miasto w Algierii, w prowincji Ajn ad-Dafla.